# ウラディスラウ・スレヴィンスキー
ウラディスラウ・スレヴィンスキー（Władysław Ślewiński、1856年6月1日 - 1918年3月24日）はポーランドの画家である。1890年代から1910年代のポーランドの文学、芸術運動、「若きポーランド」(Młoda Polska)に参加した主要な芸術家の一人である。

## 略歴
ポーランド、マゾフシェ県のNowy Białyninの地主の家に生まれた。従兄である画家のユゼフ・ヘウモニスキ(Józef Chełmoński:1849-1914) がスレヴィンスキーの美術の才能を見出し、ヴォイチェフ・ゲルソンの美術学校に進ませるように父親に勧めた。はじめ反対した父親もそれに従った。1886年に父親の財産を相続するが、2年後にロシアの収税吏との紛争のためにパリに移り、画家となるための教育を受けた。1888年から1890年まで、パリの私立の美術学校、アカデミー・コラロッシとアカデミー・ジュリアンで学んだ。
1889年にポール・ゴーギャン(1848-1903)と知り合い、ブルターニュのポン＝タヴァン近傍の港町、ル・プリュドゥ(Le Pouldu)で活動し、「ポン＝タヴァン派」の画家の一人となった。1895年と1896年にアンデパンダン展に出展した。
1905年にポーランドに帰国し、しばらくワルシャワの美術学校の教授を務めた。ポーランドの文学、芸術運動、「若きポーランド」(Młoda Polska)に参加してポーランドの前衛芸術に影響を与えた。1910年に再びフランスに移り、パリで没した。

## 作品

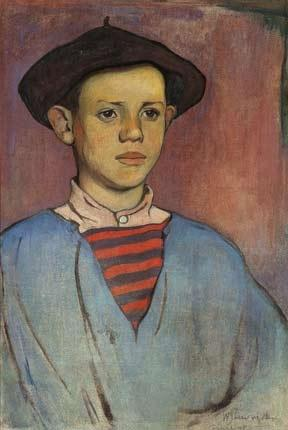
「若い漁師の肖像」(c.1900)
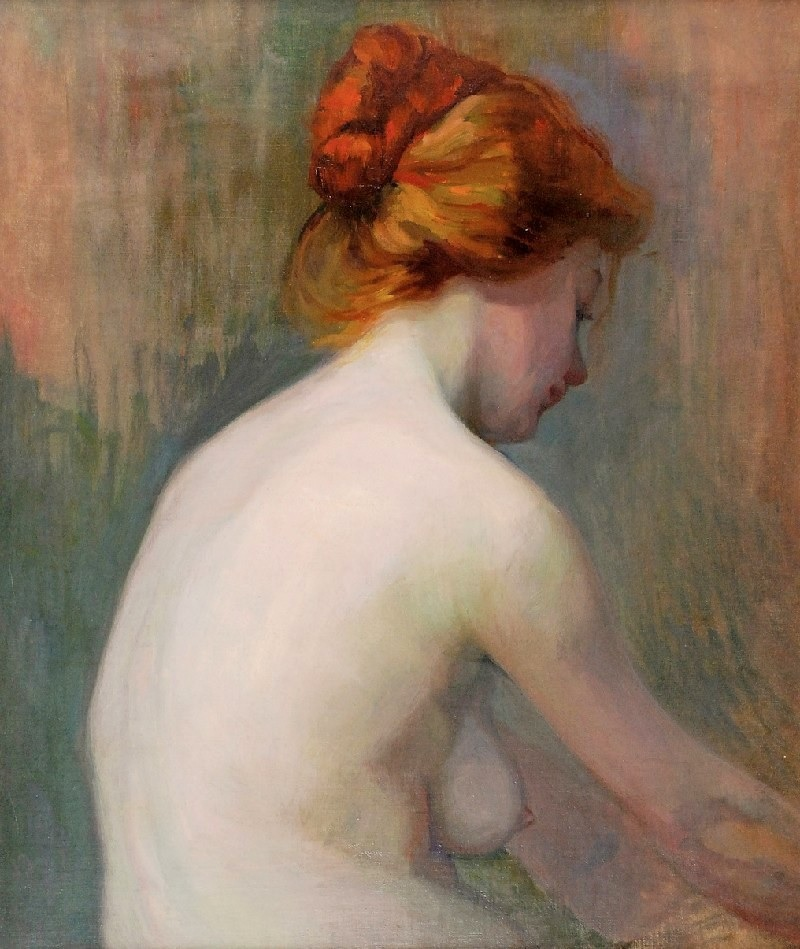
Akt(c.1900)
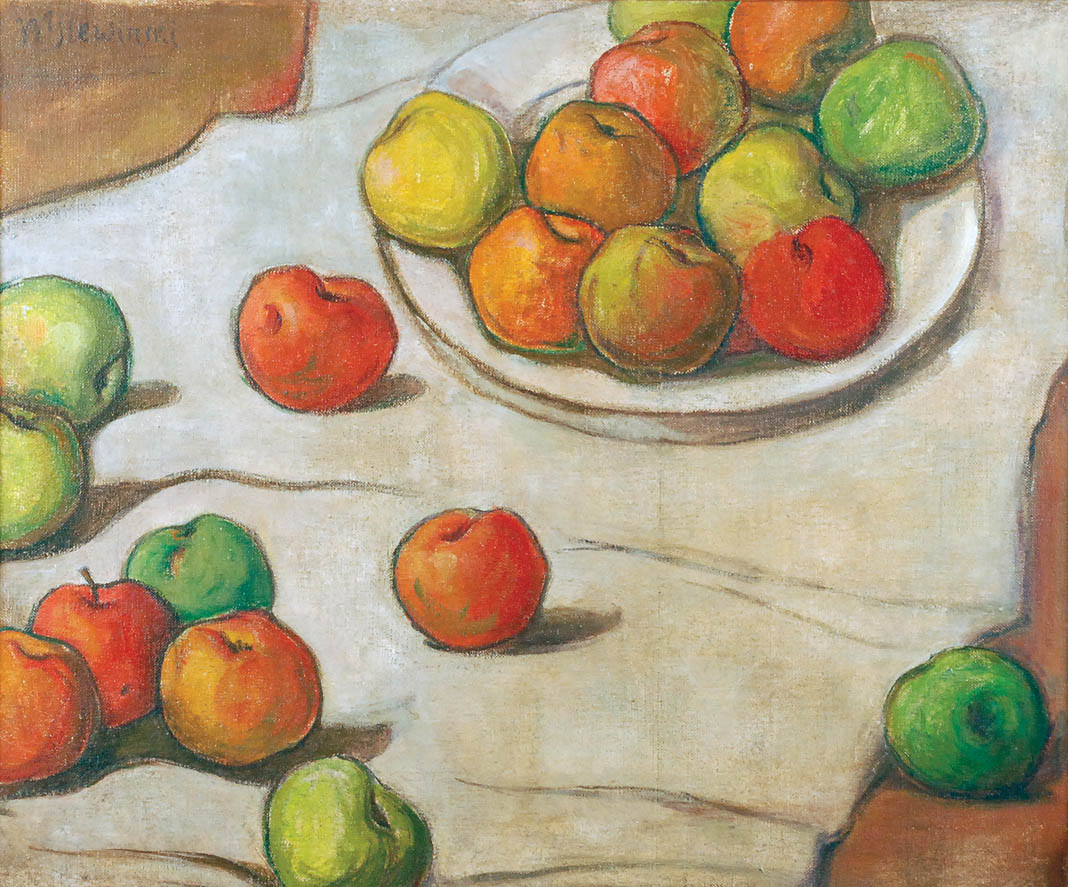
静物画(c.1900)
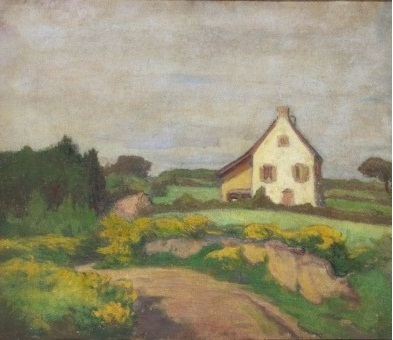
「ブルターニュの風景」
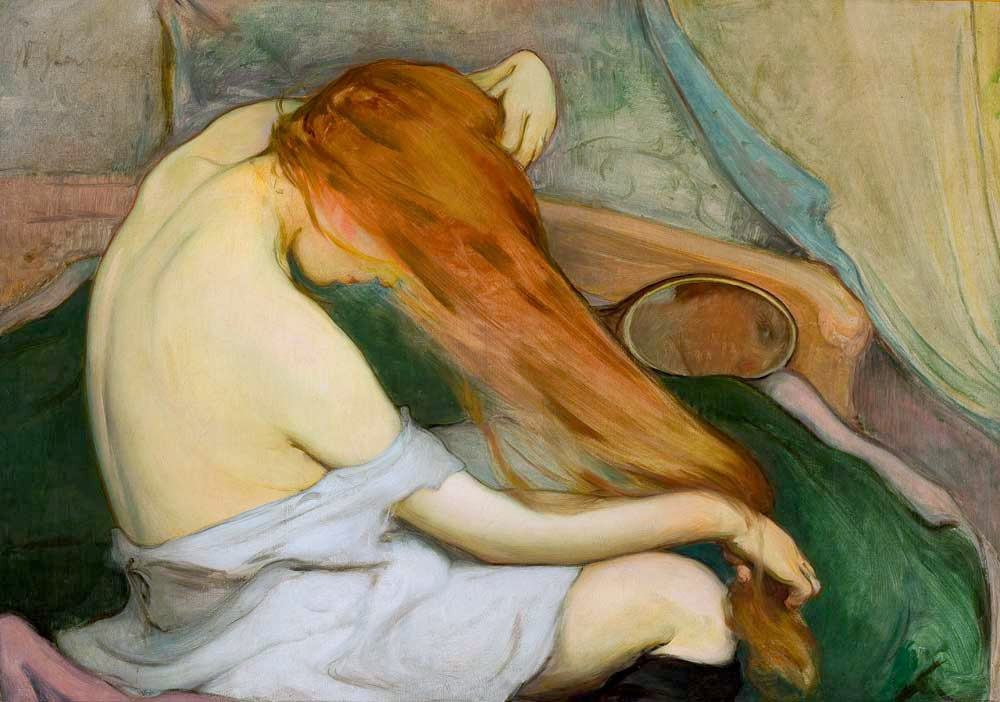
「髪をすく女」
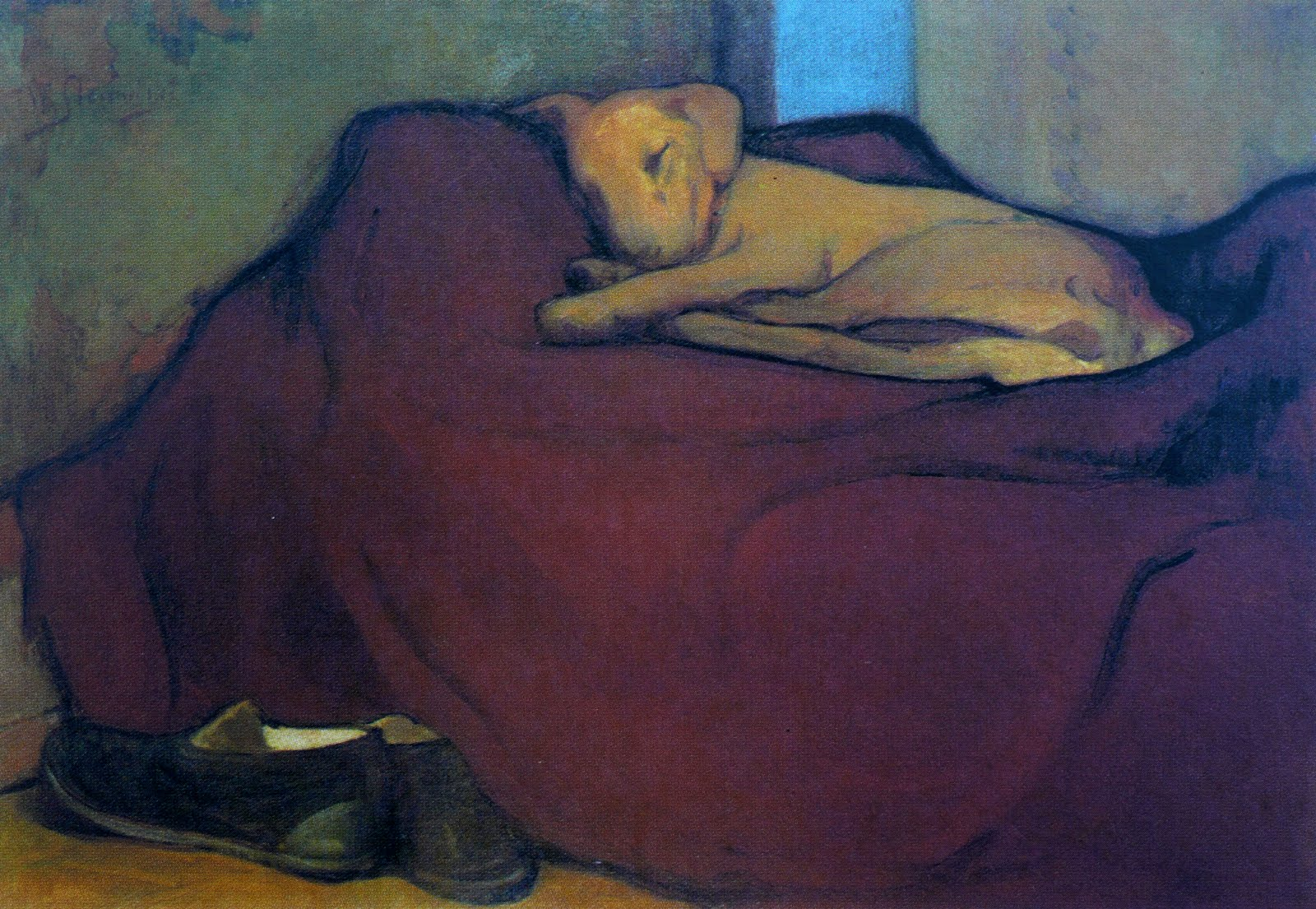
「小さい犬」
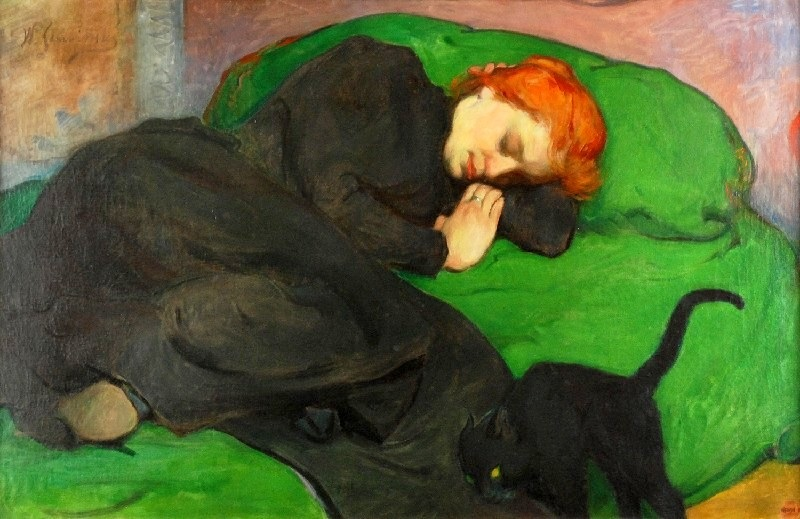
(1896)
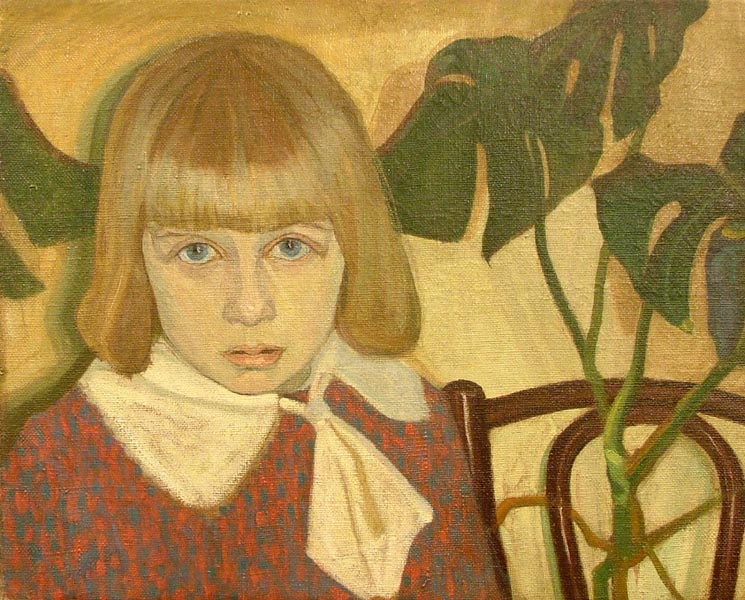
「少女」(c.1900)